# 161 a.C.

## Eventos
- Marco Valério Messala e Caio Fânio Estrabão, cônsules romanos.